# Liste von militärischen Operationen
Liste einiger militärischer Operationen und Unternehmen:

## Erster Weltkrieg
- 1914
  - Schlieffen-Plan: Grundlage der deutschen Operationen zu Kriegsbeginn
- 1915
  - Dardanellenoperation: Invasionsversuch der Entente-Mächte auf der Halbinsel Gallipoli
- 1916
  - Operation Gericht: Grundlage des deutschen Angriffs bei Verdun
- 1917
  - Unternehmen Alberich: Rückzug der deutschen Truppen 1917 in die Siegfriedstellung
  - Unternehmen Albion: Amphibische Landungsoperation der Deutschen zur Besetzung baltischer Inseln
- 1918
  - Operation Faustschlag: Vormarsch der Mittelmächte an der Ostfront 1918
  - Westoffensiven der Deutschen im Frühjahr und Sommer 1918:
    - Operation Michael
    - Operation Georgette
    - Operation Blücher-Yorck
    - Operation Gneisenau
    - Operation Marneschutz-Reims

## Nach 1945

### Kalter Krieg
- ab 1945 Operation Overcast & Operation Paperclip, Operation Backfire
- 1950
  - Operation Blueheart
  - Operation Chromite, Landung bei Incheon
- 1953 Operation Castor
- 1954 Operation Erfolg: Intervention in Guatemala der USA
- 1956 Operation Homerun: US-Bomber fliegen von März bis Mai 1956 täglich über die Arktis in die nördliche Sowjetunion, um die Reaktion der russischen Abwehr aufzuklären; offiziell lügt die US-Regierung von Navigationsfehlern. Bis 1960 werden die Spionageflüge mit der U-2 in der Operation Overflight quer über das Landesinnere der Sowjetunion fortgesetzt, auch von der Bundesrepublik aus.
- 1956 Operation Musketier: nicht durchgeführt / siehe Sueskrise
- 1960er Operation Ortsac: geplante Invasion Kubas durch die USA (nicht durchgeführt)
- 1961
  - Operation Anadyr
  - Operation Zapata/Schweinebucht
- 1964 Operationen Dragon Rouge und Dragon Noir
- 1965 Operation Rolling Thunder: USA treten in den Vietnamkrieg ein
- 1974 Azorian-Projekt: Heben von K-129
- 1976 Operation Entebbe/Thunderball/Thunderbolt/Jonathan: Geiselbefreiung / Israel
- 1977 Operation Feuerzauber
- 1982 Operation Black Buck: Fernluftangriff auf Port Stanley

### Nach dem Kalten Krieg
- 1983 Operation Morgenröte 3: Erster Golfkrieg
- 1991 Operation Desert Storm: Zweiter Golfkrieg
- 1995 Operation Oluja: Kroatische Offensive
- 2001 Enduring Freedom: vorrangig USA in Afghanistan
- 2003 Operation Iraqi Freedom: Dritter Golfkrieg
- 2004 Operation Regenbogen
- 2014 Operation Inherent Resolve: Allianz gegen den Islamischen Staat in Syrien
- 2025 Operation Midnight Hammer: US-Luftangriffe auf iranische Atomanlagen[1]